# 101713 Marston
101713 Marston este o planetă minoră (asteroid), cu un diametru de 5,697 km, din centura de asteroizi. A fost descoperită pe 20 februarie 1999 la Goodricke-Pigott Observatory⁠(d) de Roy A. Tucker⁠(d). 
Obiectul prezintă o orbită caracterizată de o semiaxă mare de 3,116702683587 UAi, o excentricitate de 0,21, o înclinație de 2,6 ° în raport cu ecliptica.